# Kostel svatého Jiljí (Všebořice)
Kostel svatého Jiljí ve Všebořicích, místní části obce Loket, je venkovská kultovní stavba s původním gotickým presbytářem. Areál, vymezený kamennou hřbitovní zdí, se nachází v mírně vyvýšené poloze. Jádrem celku je jednolodní kamenný kostel, volně stojící zhruba uprostřed hřbitova.
Areál tvoří vedle kostela také ohradní zeď a zvonice. Jednolodní orientovaný kostel má čtvercovou plochostropou loď a užší obdélné kněžiště. V severním průčelí se nachází gotický lomený portál s bohatší profilací. Klenba je křížová, šebrová. Sakristie se také nachází na severní straně. Vítězný oblouk je půlkruhový. Jádro kostela je patrně z přelomu 13. a 14. století, první písemná zmínka je z roku 1352. Později, v 17. století, došlo k barokní přestavbě. U hřbitovní zdi je možné vidět štenýřovou zvonici, jejíž zvony byly rekvírovány v době první světové války. Zvonice vznikla na počátku 16. století. K jihozápadnímu nároží obvodové zdi přiléhá drobná stavba márnice (severně od branky, která prolamuje ohradní zeď na západě).
Předmětem ochrany je kostel, ohradní zeď, zvonice a příslušné pozemky.